# Lauritzenia depilis
Lauritzenia depilis är en kvalsterart som beskrevs av Pérez-Íñigo och Peña 1996. Lauritzenia depilis ingår i släktet Lauritzenia och familjen Haplozetidae. Inga underarter finns listade i Catalogue of Life.